# Autoridad Territorial de la Movilidad del Campo de Tarragona
La Autoridad Territorial de la Movilidad del Campo de Tarragona (ATM Camp de Tarragona; oficialmente y en catalán: Autoritat Territorial de la Mobilitat del Camp de Tarragona) es un consorcio integrado por la Generalidad de Cataluña y los ayuntamientos de Tarragona, Reus, Valls, Cambrils, Salou, Calafell, Falset y Vilaseca, en las comarcas del Alto Campo, el Bajo Campo y el Tarragonés con la finalidad de coordinar el transporte público del Campo de Tarragona.
Fue creada el 4 de diciembre de 2003 integrando así las sis comarcas del Campo de Tarragona: Alto Campo, el Bajo Campo, el Bajo Panadés, Cuenca de Barberá, El Priorato y el Tarragonés.

## Títulos integrados y precios
Todos los títulos del ATM pueden ser usados en cualquier transporte. La cantidad de personas que pueden usar un mismo título dependerá de si este es multipersonal, unipersonal o personal. Si es multipersonal permite múltiples validaciones en la estación de inicio del viaje, descontándose un viaje por cada persona que haga una validación. Los unipersonales sólo pueden ser usados por una persona anónimamente. Los personales y los de familias monoparentales y numerosas requieren de identificación y acreditación que corrobore que se es beneficiario de la bonificación del título.
Cada título se puede adquirir para viajes que recorran entre inicio y final, incluyendo transbordos, entre una y seis zonas distintas con repetición, es decir, el mismo viaje puede mantenerse en la misma zona o pasar de una zona a otra y volver a pasar sobre las mismas zonas, sin necesidad de emplear otro viaje siempre que se tome un transporte distinto (transbordo) o no se pase el billete por las máquinas de cancelación, por ejemplo al cambiar de sentido en una estación de tren o metro. Salir y volver a coger el mismo transporte pero con distinta línea se considera transbordo. Por tanto se podría realizar un recorrido circular sin necesidad de gastar viajes adicionales siempre que entre dentro del tiempo y límite (3 transbordos, ilimitados para T-Mes) permitidos para transbordos.
|                                                 | 1 zona | 2 zonas | 3 zonas |
| ----------------------------------------------- | ------ | ------- | ------- |
| Tiempo para hacer transbordos en un mismo viaje | 1h 15m | 1h 30m  | 1h 45m  |

Los títulos disponibles son los siguientes:
- T-10. Multipersonal de 10 viajes.
- T-10/30. Unipersonal de 10 viajes en 30 días.
- T-50/30. Unipersonal de 50 viajes en 30 días.
- T-Mes. Personal de viajes ilimitados en 1 mes.
- T-Mes bonificada para parados de larga duración. mismas prestaciones que la T-Mes pero con un descuento importante en su precio.
- T-Mes FM/FN. T-Mes con descuento para familias monoparentales y numerosas.
- T-16. Personal de viajes ilimitados para menores de 16 años en su zona tarifaria de residencia.[4]
- T-FM/FN 70/90. Multipersonal de 70 viajes en 90 días, para familias monoparentales y numerosas.

Los títulos sin límite de tiempo son válidos hasta el siguiente cambio de tarifas.
Sólo se pueden validar los títulos T-Mes, T-50/30, T-FM/FN 70/90 y T-16 del sistema tarifario integrado en los servicios nocturnos de carretera (entre 23.00 y 6.00 horas) y los que van al Aeropuerto de Reus.
Camp de Tarragona dispone de tarjetas de contacto en las que cargar los distintos títulos:
| | Tarjeta anónima | Tarjeta personalizada ordinaria | Tarjeta personalizada FM/FN individual | Tarjeta personalizada FM/FN multipersonal | Tarjeta personalizada para personas en paro | T-16      |
| --- | --------------- | ------------------------------- | -------------------------------------- | ----------------------------------------- | ------------------------------------------- | --------- |
| Precio (euros) | 3,60            | 3,60                            | 3,60                                   | 3,60                                      | 0,00                                        | 00,00 (1) |
| (1) Coste de emisión, gestión y control de la tarjeta. Se renueva gratuitamente hasta el día múltiplo de 12 meses del año en el que se cumplen 16 años a contar desde el día de la primera emisión. |                 |                                 |                                        |                                           |                                             |           |

Las tarifas de 2023 son las siguientes, en euros:
| 1 zona | 6,15  | 5,00  | 16,60 | 23,30 | 0,00 (1) | 6,15 |
| 2 zonas | 12,15 | 9,95  | 30,50 | 36,60 | -        | 6,15 |
| 3 zonas | 14,45 | 13,60 | 42,90 | 49,40 | -        | 6,15 |
| (1) Coste de emisión, gestión y control de la tarjeta. Se renueva gratuitamente hasta el día múltiplo de 12 meses del año en el que se cumplen 16 años a contar desde el día de la primera emisión. |       |       |       |       |          |      |

|         | T-FM/FN 70/90 general | T-FM/FN 70/90 especial | T-Mes FM/FN general | T-Mes FM/FN especial |
| ------- | --------------------- | ---------------------- | ------------------- | -------------------- |
| 1 zona  | 34,20                 | 21,40                  | 18,65               | 11,65                |
| 2 zonas | 67,75                 | 42,35                  | 29,25               | 18,30                |
| 3 zonas | 97,45                 | 60,95                  | 39,55               | 24,70                |